# Rosa 'Shrimp Hit'
'Shrimp Hit' (el nombre del obtentor registrado de 'POUlshrimp'® ), es un cultivar de rosa que fue conseguido en Dinamarca en 1990 por el rosalista danés Poulsen.

## Descripción
'Shrimp Hit' es una rosa moderna cultivar de la serie "PatioHit ® Collection" del grupo Patio.
El cultivar procede del cruce de parentales de 'POUlege' x 'POUlvic'.
Las formas arbustivas del cultivar tienen porte erguido y alcanza entre 40 y 60 cm de alto por 40 cm de ancho. Las hojas son de color verde oscuro y semibrillante. Sin espinas o casi sin espinas.
Sus delicadas flores son de color rojo coral y mezcla de salmón naranja. Tienen una fragancia moderada o en algunos casos no tiene fragancia. Rosa de diámetro medio de 2.25" de 25 a 30 pétalos. La flor media, de 26 a 40 pétalos. 
Florece en oleadas a lo largo de la temporada. En primavera o verano son las épocas en la que se da su máxima floración, si se le hacen podas más tarde tiene después floraciones dispersas.

## Origen
El cultivar fue desarrollado en Dinamarca por el prolífico rosalista danés Poulsen, en 1990. 'Shrimp Hit' es una rosa híbrida diploide con ascendentes parentales de 'POUlege' x 'POUlvic'.
El obtentor fue registrado bajo el nombre cultivar de 'POUlshrimp'® por Poulsen en 1990 y se le dio el nombre comercial de exhibición 'Shrimp Hit'™.
También se le reconoce por los sinónimos de 'Shrimp'™, y 'POUlshrimp'.
La rosa fue conseguida por hibridación por " L. Pernille Olesen"/"Mogens Nyegaard Olesen" en Dinamarca antes de 1990, e introducida en el mercado danés en 2001 por Poulsen Roser A/S como 'Shrimp Hit'.
La rosa 'Shrimp Hit' fue introducida en Estados Unidos con la patente "United States - Patent No: PP 12,987  on  17 Sep 2002/Application No: 09/780,136  on  8 Feb 2001".

## Cultivo
Aunque las plantas están generalmente libres de enfermedades, es posible que sufran de punto negro en climas más húmedos o en situaciones donde la circulación de aire es limitada.
Las plantas toleran media sombra, a pesar de que se desarrollan mejor a pleno sol. En América del Norte son capaces de ser cultivadas en USDA Hardiness Zones 6b a 9b. La resistencia y la popularidad de la variedad han visto generalizado su uso en cultivos en todo el mundo.
Puede ser utilizado para las flores cortadas, jardín o patio en contenedores. Vigorosa. En la poda de Primavera es conveniente retirar las cañas viejas y madera muerta o enferma y recortar cañas que se cruzan. En climas más cálidos, recortar las cañas que quedan en alrededor de un tercio. En las zonas más frías, probablemente hay que podar un poco más que eso. Requiere protección contra la congelación de las heladas invernales.